# Sabine Zett
Sabine Zett (* 26. November 1967) ist eine deutsche Schriftstellerin, Kinderbuchautorin, Kolumnistin, Moderatorin, Kabarettistin und Lesebotschafterin der Stiftung Lesen. Sie lebt derzeit in Dinslaken am Niederrhein.

## Leben
Die ausgebildete Journalistin volontierte bei den Westfälischen Nachrichten und arbeitete als Redakteurin und freie Autorin unter anderem bei der Funke Mediengruppe und der RTL Group, bevor sie ab 2010 mit dem Schreiben von Büchern begann. Ihr Buch Hugos geniale Welt kam 2011 auf Anhieb auf die Spiegel-Bestsellerliste.
Zett schrieb rund 40 Kinderbücher, die in über zwanzig Sprachen übersetzt wurden und unter anderem in Italien, Polen, Finnland, Estland, Tschechien, Türkei, Litauen, Rumänien, Lettland, Argentinien, den Niederlanden, Mexiko, Brasilien, Südkorea, Taiwan und China erschienen sind.
Hinzu kamen heitere Romane, Drehbücher für Hörspiele, Beiträge für Kabarett und Comedy, Kolumnen und Songtexte.
2016 schrieb sie mit Entertainer Ross Antony das Kinderbuch Mein Freund Button sowie die Texte zu Songs, die auf einem gleichnamigen Album erschienen sind.
Sie setzt sich für die Leseförderung von Kindern ein und wurde 2018 von der Stiftung Lesen als Autorin des offiziellen „Ich schenk dir eine Geschichte“-Romans zum „Welttag des Buches“ ausgewählt. Seit dieser Zeit ist sie Lesebotschafterin der Stiftung Lesen. Ihre Kinderbücher sind beim Leseförderungsprogramm Antolin gelistet und werden bei den jährlichen Vorlesewettbewerben des Börsenverein des Deutschen Buchhandels eingesetzt. Sie veranstaltet interaktive Lesungen für Kinder und Jugendliche im gesamten deutschsprachigen Raum und wurde mehrfach vom Goethe-Institut zu Leseförderungsprojekten im Ausland eingeladen.
Sabine Zett moderiert verschiedene Kulturveranstaltungen und hält Impulsvorträge für Erwachsene zum Thema "Kinder fürs Lesen begeistern".
Neben ihren Büchern schreibt sie als Frau Zett am Freitag wöchentliche, heitere Kolumnen für die Niederrhein-Leserinnen und -Leser der Tageszeitung Westdeutsche Allgemeine Zeitung/Neue Rhein/Ruhr Zeitung.
Als Frau Zett tritt sie mit Kabarett- und Comedy-Beiträgen sowie heiteren Bühnenleseprogrammen auf Kleinkunstbühnen auf.
Sabine Zett lebt in Dinslaken.

## Bibliografie (Auswahl)

### Fußballkracher-Reihe
- Die Fußballkracher 1+2. Fußball ist unser Leben und Ab ins Stadion. Mit Vignetten von Martin Armbruster. Arena: Würzburg 2011, ISBN 978-3-401-50274-8
- Die Fußballkracher 3. So sehen Sieger aus. Mit Vignetten von Martin Armbruster. Arena: Würzburg 2012, ISBN 978-3-401-50846-7

### Hugo-Reihe
- Hugos geniale Welt. Hugo 1. Mit Illustrationen von Ute Krause. Loewe: Bindlach 2011, ISBN 978-3-7855-8062-2
- Hugos Masterplan. Hugo 2. Mit Illustrationen von Ute Krause. Loewe: Bindlach 2011, ISBN 978-3-7855-8063-9
- Hugo hebt ab. Hugo 3. Mit Illustrationen von Ute Krause. Loewe: Bindlach 2012, ISBN 978-3-7855-7146-0
- Very Important Hugo. Hugo 4. Mit Illustrationen von Ute Krause. Loewe: Bindlach 2012, ISBN 978-3-7855-7413-3
- Hugo chillt. Hugo 5. Mit Illustrationen von Ute Krause. Loewe: Bindlach 2013, ISBN 978-3-7855-7413-3
- Cool bleiben, Hugo! Hugo 6. Mit Illustrationen von Ute Krause. Loewe: Bindlach 2013, ISBN 978-3-7855-8190-2

### Sunny Sisters-Reihe
- Sunny Sisters 1. Willkommen bei den Sunny Sisters. Mit Illustrationen von Edda Skibbe. Loewe: Bindlach 2013, ISBN 978-3-7855-7263-4
- Sunny Sisters 2. Das Popstar-Geheimnis. Mit Illustrationen von Edda Skibbe. Loewe: Bindlach 2013, ISBN 978-3-7855-7298-6
- Jungsalarm bei den Sunny Sisters 3. Mit Illustrationen von Edda Skibbe. Loewe: Bindlach 2014, ISBN 978-3-7855-7299-3

### Polly-Reihe
- Geheime Aufzeichnungen von eurer Polly 1. Mein Leben voll daneben. Mit Illustrationen von Daniela Kohl. cbj: München 2014, ISBN 978-3-570-15847-0
- Geheime Aufzeichnungen von eurer Polly 2. Einmal Star und nie wieder. Mit Illustrationen von Daniela Kohl. cbj: München 2015, ISBN 978-3-570-15931-6
- Geheime Aufzeichnungen von eurer Polly 3. Familienausflug? Nein, danke. Mit Illustrationen von Daniela Kohl. cbj: München 2015, ISBN 978-3-570-15933-0

### Collins geheimer Channel-Reihe
- Collins geheimer Channel 1. Wie ich endlich cool wurde. Mit Illustrationen von Falk Holzapfel. Loewe: Bindlach 2018, ISBN 978-3-7855-8849-9
- Collins geheimer Channel 2. Wie ich die Schule rockte. Mit Illustrationen von Falk Holzapfel. Loewe: Bindlach 2019, ISBN 978-3-7855-8850-5
- Collins geheimer Channel 3. Wie ich zum Lehrerflüsterer wurde. Mit Illustrationen von Falk Holzapfel. Loewe: Bindlach 2019, ISBN 978-3-7432-0061-6
- Collins geheimer Channel 4. Wie ich zum Super-Brain wurde. Mit Illustrationen von Falk Holzapfel. Loewe: Bindlach 2020, ISBN 978-3-7432-0517-8

### Chilly Wuff-Reihe
- Chilly Wuff 1. Chilly Wuff – die Welt liegt mir zu Pfoten. Mit Illustrationen von Barbara Fisinger und Miriam Wasmus. Arena: Würzburg 2021, ISBN 978-3-401-60565-4
- Chilly Wuff 2. Chilly Wuff – das Chaos mit dem Hundeblick. Mit Illustrationen von Barbara Fisinger und Miriam Wasmus. Arena: Würzburg 2022, ISBN 978-3-401-60605-7

### Donnie und Jan-Reihe
- Donnie und Jan – ziemlich beste Brüder 1. Angriff der Gangster-Kühe.  Mit Illustrationen von Daniel Stieglitz. Arena: Würzburg 2023, ISBN 978-3-401-60675-0
- Donnie und Jan – ziemlich beste Brüder 2. Party-Hotspot Hühnerstall. Mit Illustrationen von Daniel Stieglitz. Arena: Würzburg 2024, ISBN 978-3-401-60676-7

### Einzeltitel
- Mein Freund Button gemeinsam mit Ross Antony. Mit Illustrationen von Sabine Kraushaar. cbj: München 2016, ISBN 978-3-570-17336-7
- Schulausflug mit Oma. Mit Illustrationen von Susanne Göhlich. cbj: München 2016, ISBN 978-3-570-17293-3
- Sockendisco mit Opa. Mit Illustrationen von Susanne Göhlich. cbj: München 2016, ISBN 978-3-570-17335-0
- Lesepiraten – Abenteuergeschichten. Mit Illustrationen von Heribert Schulmeyer. Loewe: Bindlach 2013, ISBN 978-3-7855-7002-9
- Advent, Advent, der Kuchen brennt. Mit Illustrationen von Thorsten Saleina. cbj: München 2016, ISBN 978-3-570-22622-3
- Die Weihnachtsgeschichte. Mit Illustrationen von Susanne Göhlich. Herder: Freiburg 2017, ISBN 978-3-451-71355-2
- Welttag des Buches 2018: Ich schenk dir eine Geschichte – Lenny, Melina und die Sache mit dem Skateboard. Mit Illustrationen von Timo Grubing. cbj: München 2018, ISBN 978-3-570-17535-4
- Vom Himmel hoch, da bellt es sehr. Mit Illustrationen von Elli Bruder. Loewe: Bindlach 2019, ISBN 978-3-7432-0379-2
- Mister Dog: Mein geheimes Tagebuch. Mit Illustrationen von Eleonore Gerhaher. Edel Kids Books: Hamburg 2019, ISBN 978-3-96129-005-5
- Der heilige Nikolaus. Mit Illustrationen von Susanne Göhlich. Herder: Freiburg 2018, ISBN 978-3-451-71435-1
- Vom Taufen kriegt man nasse Haare. Mit Illustrationen von Evi Gasser. Herder: Freiburg 2018, ISBN 978-3-451-71455-9
- Leselöwen – Tiergeschichten. Mit Illustrationen von Elli Bruder. Loewe: Bindlach 2019, ISBN 978-3-7432-0238-2
- Die kleine Zahnfee und ihre Zahnritter. Mit Illustrationen von Outi Kaden. Coppenrath: Münster 2020, ISBN 978-3-649-63051-7

### Romane (Belletristik)
- Tausche Schwiegermutter gegen Goldfisch. Blanvalet 2013, ISBN 978-3-442-38139-5
- In der Liebe und beim Bügeln ist alles erlaubt. Blanvalet 2014, ISBN 978-3-442-38392-4
- Komm in meine Arme. Blanvalet 2015, ISBN 978-3-7341-0301-8

## Auszeichnungen
- 2015 Wyländer Buechstar in der Schweiz für „Geheime Aufzeichnungen von eurer Polly 2. Einmal Star und nie wieder“.
- 2018 Wahl zur offiziellen Autorin für das Verschenkbuch der Stiftung Lesen „Ich schenk' dir eine Geschichte“ für den Welttag des Buches
- 2024 Kinderbuchpreis Nordstemmer Zuckerrübe für "Donnie und Jan – ziemlich beste Brüder: Angriff der Gangster-Kühe"